# Џозеф Хенри
Џозеф Хенри (енгл. Joseph Henry; Албана, Сједињене Америчке Државе, 17. децембар 1797—Вашингтон, 13. мај 1878) био је амерички физичар који је открио и обрадио појаву самоиндукције, као и закон електромагнетне индукције. У конструкцији електромагнета велики успех је постигао амерички физичар Хенри, који је проучавао појаве индукције и самоиндукције. Он је 1831. године описао како се могу добити јаки електромагнети. Изолацију жица вршио је њиховим обмотавањем свиленим нитима. Хенријев електромагнет се налази у музеју универзитета у Принстону.

## Биографија
Џозеф Хенри, испочетка је био часовничар, потом учитељ и најзад професор универзитета. Од 1846. године налазио се као први секретар Смитсоновог института у Вашингтону. Хенри је открио и обрадио појаву самоиндукције. Независно је од Фарадеја такође откио закон електромагнетне индукције. У његову част је јединица коефицијента магнетне индукције као и самоиндукције L добија назив henri(H)- 1henri= 1  Ω* s (омега пута секунда).
Хенри се бавио и метеорологијом. Он је у метеорологији увео метеоролошке карте.
Оснивач је систематске метеорологије у Америци.
Преминуо је 13. маја 1878. године у Вашингтону.